# Séries éliminatoires de la Coupe Stanley 1994
Année précédente Année suivante
Les séries éliminatoires de la Coupe Stanley 1994 font suite à la saison 1993-1994 de la Ligue nationale de hockey. Les Rangers de New York remportent la 4e Coupe Stanley de leur histoire en battant en finale les Canucks de Vancouver sur le score de 4 matchs à 3.

## Tableau récapitulatif
|  | Quarts de finale d'association | Quarts de finale d'association | Quarts de finale d'association |   |            | Demi-finales d'association | Demi-finales d'association | Demi-finales d'association |  |   | Finales d'association | Finales d'association | Finales d'association |  |   | Finale de la Coupe Stanley | Finale de la Coupe Stanley | Finale de la Coupe Stanley |
|  |                                |                                |                                |   |            |                            |                            |                            |  |   |                       |                       |                       |  |   |                            |                            |                            |
|  | 1                              | Rangers de New York            | 4                              |   |            |                            |                            |                            |  |   |                       |                       |                       |  |   |                            |                            |                            |
|  | 8                              | Islanders de New York          | 0                              |   |            |                            |                            |                            |  |   |                       |                       |                       |  |   |                            |                            |                            |
|  | 8                              | Islanders de New York          | 0                              |   | 1          | Rangers de New York        | 4                          |                            |  |   |                       |                       |                       |  |   |                            |                            |                            |
|  |                                |                                |                                |   | 1          | Rangers de New York        | 4                          |                            |  |   |                       |                       |                       |  |   |                            |                            |                            |
|  |                                | 7                              | Washington                     | 1 |            |                            |                            |                            |  |   |                       |                       |                       |  |   |                            |                            |                            |
|  | 2                              | 7                              | Washington                     | 1 | Pittsburgh | 2                          |                            |                            |  |   |                       |                       |                       |  |   |                            |                            |                            |
|  | 2                              |                                |                                |   | Pittsburgh | 2                          |                            |                            |  |   |                       |                       |                       |  |   |                            |                            |                            |
|  | 7                              | Washington                     | 4                              |   |            |                            |                            |                            |  |   |                       |                       |                       |  |   |                            |                            |                            |
|  | 7                              | Washington                     | 4                              |   |            |                            |                            |                            |  | 1 | Rangers de New York   | 4                     |                       |  |   |                            |                            |                            |
|  | Association de l'Est           |                                |                                |   |            |                            |                            |                            |  | 1 | Rangers de New York   | 4                     |                       |  |   |                            |                            |                            |
|  |                                | 3                              | New Jersey                     | 3 |            |                            |                            |                            |  |   |                       |                       |                       |  |   |                            |                            |                            |
|  | 3                              | 3                              | New Jersey                     | 3 | New Jersey | 4                          |                            |                            |  |   |                       |                       |                       |  |   |                            |                            |                            |
|  | 3                              |                                |                                |   | New Jersey | 4                          |                            |                            |  |   |                       |                       |                       |  |   |                            |                            |                            |
|  | 6                              | Buffalo                        | 3                              |   |            |                            |                            |                            |  |   |                       |                       |                       |  |   |                            |                            |                            |
|  | 6                              | Buffalo                        | 3                              |   | 3          | New Jersey                 | 4                          |                            |  |   |                       |                       |                       |  |   |                            |                            |                            |
|  |                                |                                |                                |   | 3          | New Jersey                 | 4                          |                            |  |   |                       |                       |                       |  |   |                            |                            |                            |
|  |                                | 4                              | Boston                         | 2 |            |                            |                            |                            |  |   |                       |                       |                       |  |   |                            |                            |                            |
|  | 4                              | 4                              | Boston                         | 2 | Boston     | 4                          |                            |                            |  |   |                       |                       |                       |  |   |                            |                            |                            |
|  | 4                              |                                |                                |   | Boston     | 4                          |                            |                            |  |   |                       |                       |                       |  |   |                            |                            |                            |
|  | 5                              | Montréal                       | 3                              |   |            |                            |                            |                            |  |   |                       |                       |                       |  |   |                            |                            |                            |
|  | 5                              | Montréal                       | 3                              |   |            |                            |                            |                            |  |   |                       |                       |                       |  | 1 | Rangers de New York        | 4                          |                            |
|  |                                |                                |                                |   |            |                            |                            |                            |  |   |                       |                       |                       |  | 1 | Rangers de New York        | 4                          |                            |
|  |                                | 7                              | Vancouver                      | 3 |            |                            |                            |                            |  |   |                       |                       |                       |  |   |                            |                            |                            |
|  | 1                              | 7                              | Vancouver                      | 3 | Détroit    | 3                          |                            |                            |  |   |                       |                       |                       |  |   |                            |                            |                            |
|  | 1                              |                                |                                |   | Détroit    | 3                          |                            |                            |  |   |                       |                       |                       |  |   |                            |                            |                            |
|  | 8                              | San José                       | 4                              |   |            |                            |                            |                            |  |   |                       |                       |                       |  |   |                            |                            |                            |
|  | 8                              | San José                       | 4                              |   | 3          | Toronto                    | 4                          |                            |  |   |                       |                       |                       |  |   |                            |                            |                            |
|  |                                |                                |                                |   | 3          | Toronto                    | 4                          |                            |  |   |                       |                       |                       |  |   |                            |                            |                            |
|  |                                | 8                              | San José                       | 3 |            |                            |                            |                            |  |   |                       |                       |                       |  |   |                            |                            |                            |
|  | 2                              | 8                              | San José                       | 3 | Calgary    | 3                          |                            |                            |  |   |                       |                       |                       |  |   |                            |                            |                            |
|  | 2                              |                                |                                |   | Calgary    | 3                          |                            |                            |  |   |                       |                       |                       |  |   |                            |                            |                            |
|  | 7                              | Vancouver                      | 4                              |   |            |                            |                            |                            |  |   |                       |                       |                       |  |   |                            |                            |                            |
|  | 7                              | Vancouver                      | 4                              |   |            |                            |                            |                            |  | 3 | Toronto               | 1                     |                       |  |   |                            |                            |                            |
|  | Association de l'Ouest         |                                |                                |   |            |                            |                            |                            |  | 3 | Toronto               | 1                     |                       |  |   |                            |                            |                            |
|  |                                | 7                              | Vancouver                      | 4 |            |                            |                            |                            |  |   |                       |                       |                       |  |   |                            |                            |                            |
|  | 3                              | 7                              | Vancouver                      | 4 | Toronto    | 4                          |                            |                            |  |   |                       |                       |                       |  |   |                            |                            |                            |
|  | 3                              |                                |                                |   | Toronto    | 4                          |                            |                            |  |   |                       |                       |                       |  |   |                            |                            |                            |
|  | 6                              | Chicago                        | 2                              |   |            |                            |                            |                            |  |   |                       |                       |                       |  |   |                            |                            |                            |
|  | 6                              | Chicago                        | 2                              |   | 4          | Dallas                     | 1                          |                            |  |   |                       |                       |                       |  |   |                            |                            |                            |
|  |                                |                                |                                |   | 4          | Dallas                     | 1                          |                            |  |   |                       |                       |                       |  |   |                            |                            |                            |
|  |                                | 7                              | Vancouver                      | 4 |            |                            |                            |                            |  |   |                       |                       |                       |  |   |                            |                            |                            |
|  | 4                              | 7                              | Vancouver                      | 4 | Dallas     | 4                          |                            |                            |  |   |                       |                       |                       |  |   |                            |                            |                            |
|  | 4                              |                                |                                |   | Dallas     | 4                          |                            |                            |  |   |                       |                       |                       |  |   |                            |                            |                            |
|  | 5                              | Saint-Louis                    | 0                              |   |            |                            |                            |                            |  |   |                       |                       |                       |  |   |                            |                            |                            |

## Résultats détaillés

### Quarts de finale d'association

#### Rangers de New York contre Islanders de New York
Les Rangers battent les Islanders 4-0.
| 17 avril | Rangers de New York | 6-0 (2-0, 4-0, 0-0) | Islanders de New York | Madison Square Garden 18 200 spectateurs |

| Feuille de match | Feuille de match | Feuille de match        | Feuille de match | Feuille de match |
| ---------------- | --- | ----------------------- | ---------------- | ---------------- |
|                  | Leetch (Messier, Zoubov) — 3 min 32 s (SN) Larmer (Zoubov, Kovaliov) — 15 min 28 s (SN) Messier (Graves) — 29 min 13 s Graves (Messier, Beukeboom) — 32 min 19 s Kovaliov (Larmer) — 34 min 5 s Zoubov (Matteau, Leetch) — 37 min 38 s | 1-0 2-0 3-0 4-0 5-0 6-0 |                  |                  |
| Richter          | Gardiens | Hextall, McLennan       |                  |                  |
|                  | |                         |                  |                  |
| 39               | Tirs | 21                      |                  |                  |

| 18 avril | Rangers de New York | 6-0 (1-0, 4-0, 1-0) | Islanders de New York | Madison Square Garden 18 200 spectateurs |

| Feuille de match | Feuille de match | Feuille de match        | Feuille de match | Feuille de match |
| ---------------- | --- | ----------------------- | ---------------- | ---------------- |
|                  | Kovaliov (Leetch) — 5 min 41 s Messier (Anderson) — 20 min 18 s Lowe (Kovaliov, Larmer) — 21 min 38 s MacTavish (Noonan, Tikkanen) — 32 min 29 s Matteau (Karpovtsev, MacTavish) — 37 min 6 s Noonan (Kovaliov, Graves) — 44 min 23 s (SN) | 1-0 2-0 3-0 4-0 5-0 6-0 |                  |                  |
| Richter          | Gardiens | McLennan                |                  |                  |
|                  | |                         |                  |                  |
| 36               | Tirs | 29                      |                  |                  |

| 21 avril | Islanders de New York | 1-5 (0-2, 1-2, 0-1) | Rangers de New York | Nassau Veterans Memorial Coliseum 16 297 spectateurs |

| Feuille de match | Feuille de match                        | Feuille de match        | Feuille de match | Feuille de match |
| ---------------- | --------------------------------------- | ----------------------- | --- | ---------------- |
|                  | Ferraro (Dalgarno, Vaske) — 35 min 28 s | 0-1 0-2 0-3 1-3 1-4 1-5 | Tikkanen (Noonan, Leetch) — 2 min 8 s Leetch (Messier, Noonan) — 3 min 40 s (SN) Graves (Leetch, Zoubov) — 30 min 43 s (SN) Kovaliov (Matteau, Leetch) — 38 min 48 s (SN) Graves — 50 min 37 s |                  |
| Hextall          | Gardiens                                | Richter                 | |                  |
|                  |                                         |                         | |                  |
| 22               | Tirs                                    | 18                      | |                  |

| 24 avril | Islanders de New York | 2-5 (2-1, 0-2, 0-2) | Rangers de New York | Nassau Veterans Memorial Coliseum 16 287 spectateurs |

| Feuille de match | Feuille de match                                                              | Feuille de match            | Feuille de match | Feuille de match |
| ---------------- | ----------------------------------------------------------------------------- | --------------------------- | --- | ---------------- |
|                  | Thomas (Krupp, Ferraro) — 1 min 28 s (SN) Plante (Turgeon, King) — 7 min 24 s | 1-0 2-0 2-1 2-2 2-3 2-4 2-5 | Kovaliov (Larmer, Zoubov) — 11 min 59 s (SN) Zoubov (Leetch) — 23 min 42 s (SN) Messier — 30 min 22 s Larmer (Nemtchinov, Gilbert) — 48 min 34 s Messier (Beukeboom) — 57 min 8 s |                  |
| Hextall          | Gardiens                                                                      | Richter                     | |                  |
|                  |                                                                               |                             | |                  |
| 18               | Tirs                                                                          | 34                          | |                  |

#### Pittsburgh contre Washington
Washington remporte la série 4-2.
| 17 avril | Penguins de Pittsburgh | 3-5 (2-1, 0-2, 1-2) | Capitals de Washington | Civic Arena 16 051 spectateurs |

| Feuille de match | Feuille de match                                                                                                | Feuille de match                | Feuille de match | Feuille de match |
| ---------------- | --- | ------------------------------- | --- | ---------------- |
|                  | Lemieux (Tocchet, Murphy) — 12 min 10 s Mullen (Jágr, Brown) — 14 min 14 s Lemieux (Murphy, Jagr) — 59 min 16 s | 0-1 1-1 2-1 2-2 2-3 2-4 3-4 3-5 | Khristich (Hunter, Bondra) — 4 min 49 s Bondra (Juneau, Burridge) — 31 min 7 s Ridley (Hatcher, Miller) — 33 min 29 s Juneau — 50 min 34 s Pivoňka — 59 min 26 s |                  |
| Barrasso         | Gardiens | Beaupre                         | |                  |
|                  | |                                 | |                  |
| 30               | Tirs | 31                              | |                  |

| 19 avril | Penguins de Pittsburgh | 2-1 (2-0, 0-1, 0-0) | Capitals de Washington | Civic Arena 15 317 spectateurs |

| Feuille de match | Feuille de match                                                                | Feuille de match | Feuille de match                                | Feuille de match |
| ---------------- | ------------------------------------------------------------------------------- | ---------------- | ----------------------------------------------- | ---------------- |
|                  | Lemieux (Murphy, Francis) — 6 min 19 s (SN) Tocchet (Lemieux, Jágr) — 9 min 6 s | 1-0 2-0 2-1      | Pivoňka (Hatcher, Johansson) — 20 min 57 s (SN) |                  |
| Barrasso         | Gardiens                                                                        | Dafoe            |                                                 |                  |
|                  |                                                                                 |                  |                                                 |                  |
| 17               | Tirs                                                                            | 35               |                                                 |                  |

| 21 avril | Capitals de Washington | 2-0 (0-0, 1-0, 1-0) | Penguins de Pittsburgh | USAir Arena 16 753 spectateurs |

| Feuille de match | Feuille de match                                                     | Feuille de match | Feuille de match | Feuille de match |
| ---------------- | -------------------------------------------------------------------- | ---------------- | ---------------- | ---------------- |
|                  | Reekie (Poulin, Miller) — 34 min 11 s (IN) Reekie — 59 min 44 s (CV) | 1-0 2-0          |                  |                  |
| Beaupre          | Gardiens                                                             | Barrasso         |                  |                  |
|                  |                                                                      |                  |                  |                  |
| 18               | Tirs                                                                 | 27               |                  |                  |

| 23 avril | Capitals de Washington | 4-1 (1-1, 1-0, 2-0) | Penguins de Pittsburgh | U.S. Air Arena 18 130 spectateurs |

| Feuille de match | Feuille de match | Feuille de match    | Feuille de match            | Feuille de match |
| ---------------- | --- | ------------------- | --------------------------- | ---------------- |
|                  | Khristich (Peake, Reekie) — 4 min 51 s Bondra (Juneau, Hatcher) — 33 min 47 s Juneau (Pivoňka, Khristich) — 41 min 42 s (SN) Poulin (Pivoňka, Reekie) — 59 min 6 s (CV) | 1-0 1-1 2-1 3-1 4-1 | Straka (Jágr) — 14 min 10 s |                  |
| Beaupre          | Gardiens | Barrasso            |                             |                  |
|                  | |                     |                             |                  |
| 31               | Tirs | 22                  |                             |                  |

| 25 avril | Penguins de Pittsburgh | 3-2 (1-0, 1-2, 1-0) | Capitals de Washington | Civic Arena 15 044 spectateurs |

| Feuille de match | Feuille de match | Feuille de match    | Feuille de match                                                   | Feuille de match |
| ---------------- | --- | ------------------- | ------------------------------------------------------------------ | ---------------- |
|                  | McEachern (Lemieux, Samuelsson) — 1 min 41 s Stevens (Taglianetti, Tocchet) — 35 min 25 s Jágr (Taglianetti) — 49 min 21 s | 1-0 1-1 1-2 2-2 3-2 | Ridley (Côté) — 25 min 10 s Hatcher (Juneau, Bondra) — 26 min 45 s |                  |
| Barrasso         | Gardiens | Dafoe               |                                                                    |                  |
|                  | |                     |                                                                    |                  |
| 22               | Tirs | 28                  |                                                                    |                  |

| 27 avril | Capitals de Washington | 6-3 (3-2, 2-0, 1-1) | Penguins de Pittsburgh | USAir Arena 15 523 spectateurs |

| Feuille de match | Feuille de match | Feuille de match                    | Feuille de match | Feuille de match |
| ---------------- | --- | ----------------------------------- | --- | ---------------- |
|                  | Juneau (Bondra, Khristich) — 1 min 29 s Miller (Ridley, Johansson) — 7 min 49 s (IN) Slaney (Pivoňka, Juneau) — 9 min 42 s (SN) Johansson (Ridley, Slaney) — 21 min 25 s Poulin (Pivoňka, Miller) — 28 min 27 s Pivoňka (Côté, Miller) — 59 min 41 s (CV) | 1-0 2-0 3-0 3-1 3-2 4-2 5-2 5-3 6-3 | Jágr (Francis, Murphy) — 10 min 32 s Tocchet (Lemieux, Murphy) — 15 min 5 s (SN) Lemieux (Tocchet, Stevens) — 50 min 42 s |                  |
| Barrasso         | Gardiens | Dafoe                               | |                  |
|                  | |                                     | |                  |
| 22               | Tirs | 29                                  | |                  |

#### New Jersey contre Buffalo
New Jersey remporte la série 4-3. Le 6e match qui se termine lors de la 4e prolongation devient le 6e match le plus long de l'histoire des séries de la Coupe Stanley.
| 17 avril | Devils du New Jersey | 0-2 (0-1, 0-0, 0-1) | Sabres de Buffalo | Meadowlands Arena 16 302 spectateurs |

| Feuille de match | Feuille de match | Feuille de match | Feuille de match                                                                     | Feuille de match |
| ---------------- | ---------------- | ---------------- | ------------------------------------------------------------------------------------ | ---------------- |
|                  |                  | 0-1 0-2          | Simon (Hawerchuk) — 19 min 49 s (SN) Moguilny (Hawerchuk, Bodger) — 59 min 51 s (CV) |                  |
| Brodeur          | Gardiens         | Hašek            |                                                                                      |                  |
|                  |                  |                  |                                                                                      |                  |
| 30               | Tirs             | 23               |                                                                                      |                  |

| 19 avril | Devils du New Jersey | 2-1 (0-0, 1-0, 1-1) | Sabres de Buffalo | Meadowlands Arena 14 107 spectateurs |

| Feuille de match | Feuille de match                                                                       | Feuille de match | Feuille de match                 | Feuille de match |
| ---------------- | -------------------------------------------------------------------------------------- | ---------------- | -------------------------------- | ---------------- |
|                  | Richer (Nicholls, Albelin) — 21 min 33 s Stevens (Nicholls, Driver) — 53 min 39 s (SN) | 1-0 1-1 2-1      | Moguilny (Šmehlík) — 40 min 38 s |                  |
| Brodeur          | Gardiens                                                                               | Hašek            |                                  |                  |
|                  |                                                                                        |                  |                                  |                  |
| 32               | Tirs                                                                                   | 24               |                                  |                  |

| 21 avril | Sabres de Buffalo | 1-2 (0-1, 0-1, 1-0) | Devils du New Jersey | The Aud 15 602 spectateurs |

| Feuille de match | Feuille de match                               | Feuille de match | Feuille de match                                                             | Feuille de match |
| ---------------- | ---------------------------------------------- | ---------------- | ---------------------------------------------------------------------------- | ---------------- |
|                  | Moguilny (Hawerchuk, Bodger) — 44 min 8 s (SN) | 0-1 0-2 1-2      | Richer (Dowd, Chorske) — 19 min 1 s Albelin (McKay, Carpenter) — 35 min 43 s |                  |
| Hašek            | Gardiens                                       | Brodeur          |                                                                              |                  |
|                  |                                                |                  |                                                                              |                  |
| 30               | Tirs                                           | 26               |                                                                              |                  |

| 23 avril | Sabres de Buffalo | 5-3 (2-1, 1-2, 2-0) | Devils du New Jersey | The Aud 16 284 spectateurs |

| Feuille de match | Feuille de match | Feuille de match                | Feuille de match | Feuille de match |
| ---------------- | --- | ------------------------------- | --- | ---------------- |
|                  | Presley (Hawerchuk, Moller) — 15 min 8 s (SN) Khmyliov (Moguilny, Bodger) — 15 min 42 s Khmyliov (May) — 23 min 16 s Presley (Šmehlík) — 40 min 30 s Ray (Boucher) — 51 min 35 s | 0-1 1-1 2-1 2-2 3-2 3-3 4-3 5-3 | Driver (MacLean, Stevens) — 9 min 11 s (SN) Lemieux (MacLean, Carpenter) — 21 min 7 s MacLean (Stevens, Richer) — 38 min 36 s (SN) |                  |
| Hašek            | Gardiens | Brodeur                         | |                  |
|                  | |                                 | |                  |
| 30               | Tirs | 23                              | |                  |

| 25 avril | Devils du New Jersey | 5-3 (1-2, 2-1, 2-0) | Sabres de Buffalo | Meadowlands Arena 15 072 spectateurs |

| Feuille de match | Feuille de match | Feuille de match                | Feuille de match | Feuille de match |
| ---------------- | --- | ------------------------------- | --- | ---------------- |
|                  | MacLean (Lemieux, Dowd) — 7 min 40 s (SN) Lemieux (Carpenter, Daneyko) — 27 min 59 s Richer (Dowd, Stevens) — 38 min 5 s (SN) Lemieux (Stevens) — 44 min 30 s MacLean (Lemieux, Stevens) — 59 min 52 s (CV) | 0-1 1-1 1-2 1-3 2-3 3-3 4-3 5-3 | Khmyliov (Hawerchuk, Moller) — 2 min 30 s Plante (Audette, May) — 10 min 56 s Moguilny (Hawerchuk, Khmyliov) — 24 min 52 s |                  |
| Brodeur          | Gardiens | Hašek                           | |                  |
|                  | |                                 | |                  |
| 35               | Tirs | 20                              | |                  |

| 27 avril | Sabres de Buffalo | 1-0 (4 pr) (0-0, 0-0, 0-0, 0-0, 0-0, 0-0, 1-0) | Devils du New Jersey | The Aud 15 003 spectateurs |

| Feuille de match | Feuille de match                      | Feuille de match | Feuille de match | Feuille de match |
| ---------------- | ------------------------------------- | ---------------- | ---------------- | ---------------- |
|                  | Hannan (Dawe, Presley) — 125 min 43 s | 1-0              |                  |                  |
| Hašek            | Gardiens                              | Brodeur          |                  |                  |
|                  |                                       |                  |                  |                  |
| 50               | Tirs                                  | 70               |                  |                  |

| 29 avril | Devils du New Jersey | 2-1 (1-1, 1-0, 0-0) | Sabres de Buffalo | Meadowlands Arena 18 107 spectateurs |

| Feuille de match | Feuille de match                                                   | Feuille de match | Feuille de match                           | Feuille de match |
| ---------------- | ------------------------------------------------------------------ | ---------------- | ------------------------------------------ | ---------------- |
|                  | Driver — 9 min 53 s (SN) Lemieux (Nicholls, MacLean) — 33 min 49 s | 0-1 1-1 2-1      | Boucher (Hawerchuk, Moguilny) — 6 min (SN) |                  |
| Brodeur          | Gardiens                                                           | Hašek            |                                            |                  |
|                  |                                                                    |                  |                                            |                  |
| 46               | Tirs                                                               | 18               |                                            |                  |

#### Boston contre Montréal
Boston gagne la série 4-3.
| 16 avril | Bruins de Boston | 3-2 (1-1, 2-1, 0-0) | Canadiens de Montréal | Boston Garden 13 537 spectateurs |

| Feuille de match | Feuille de match | Feuille de match    | Feuille de match                                                                    | Feuille de match |
| ---------------- | --- | ------------------- | ----------------------------------------------------------------------------------- | ---------------- |
|                  | Czerkawski (Bourque, Iafrate) — 14 min 51 s (SN) Oates (Czerkawski) — 38 min 52 s (SN) Donato (Wesley, Marois) — 39 min 43 s (SN) | 0-1 1-1 1-2 2-2 3-2 | Bellows (DiPietro, Damphousse) — 6 min 55 s Keane (Brunet, Brisebois) — 26 min 19 s |                  |
| Casey            | Gardiens | Roy                 |                                                                                     |                  |
|                  | |                     |                                                                                     |                  |
| 28               | Tirs | 26                  |                                                                                     |                  |

| 18 avril | Bruins de Boston | 2-3 (0-1, 2-0, 0-2) | Canadiens de Montréal | Boston Garden 13 982 spectateurs |

| Feuille de match | Feuille de match                                                                     | Feuille de match    | Feuille de match | Feuille de match |
| ---------------- | ------------------------------------------------------------------------------------ | ------------------- | --- | ---------------- |
|                  | Sweeney (Leach, Smolinski) — 35 min 42 s Wesley (Bourque, Donato) — 39 min 18 s (SN) | 0-1 1-1 2-1 2-2 2-3 | Muller (Haller, Bellows) — 4 min 42 s (SN) DiPietro (Muller) — 40 min 18 s (SN) Muller (DiPietro, Dionne) — 44 min 32 s |                  |
| Casey            | Gardiens                                                                             | Roy                 | |                  |
|                  |                                                                                      |                     | |                  |
| 42               | Tirs                                                                                 | 24                  | |                  |

| 21 avril | Canadiens de Montréal | 3-6 (0-3, 3-2, 0-1) | Bruins de Boston | Forum de Montréal 17 802 spectateurs |

| Feuille de match | Feuille de match                                                                                           | Feuille de match                    | Feuille de match | Feuille de match |
| ---------------- | --- | ----------------------------------- | --- | ---------------- |
|                  | Brunet (Desjardins) — 22 min 25 s Keane (Brunet, Carbonneau) — 31 min 50 s Dionne (DiPietro) — 31 min 56 s | 0-1 0-2 0-3 1-3 1-4 2-4 3-4 3-5 3-6 | Smolinski (Oates, Wesley) — 8 min 46 s (SN) Knipscheer — 14 min 46 s Reid — 18 min 12 s (IN) Hughes (Murray, Stumpel) — 29 min 57 s Murray (Hughes, Stumpel) — 36 min 31 s Reid — 58 min 57 s (CV) |                  |
| Tugnutt          | Gardiens                                                                                                   | Riendeau                            | |                  |
|                  | |                                     | |                  |
| 27               | Tirs | 26                                  | |                  |

| 23 avril | Canadiens de Montréal | 5-2 (3-1, 1-1, 1-0) | Bruins de Boston | Forum de Montréal 17 959 spectateurs |

| Feuille de match | Feuille de match | Feuille de match            | Feuille de match                                                          | Feuille de match |
| ---------------- | --- | --------------------------- | ------------------------------------------------------------------------- | ---------------- |
|                  | Muller (Brisebois, LeClair) — 5 min 40 s (SN) Muller (Desjardins, Popovic) — 10 min 54 s (SN) DiPietro (Bellows, Daigneault) — 11 min 34 s (SN) Carbonneau (Brunet, Dionne) — 39 min 14 s Ronan (Carbonneau, Brunet) — 43 min 33 s | 1-0 2-0 3-0 3-1 3-2 4-2 5-2 | Oates (Czerkawski) — 13 min 41 s Donato (Heinze, Smolinski) — 22 min 54 s |                  |
| Roy              | Gardiens | Riendeau                    |                                                                           |                  |
|                  | |                             |                                                                           |                  |
| 15               | Tirs | 41                          |                                                                           |                  |

| 25 avril | Bruins de Boston | 1-2 (pr) (0-0, 0-0, 1-1, 0-1) | Canadiens de Montréal | Boston Garden 14 448 spectateurs |

| Feuille de match | Feuille de match                        | Feuille de match | Feuille de match                                                                      | Feuille de match |
| ---------------- | --------------------------------------- | ---------------- | ------------------------------------------------------------------------------------- | ---------------- |
|                  | Stümpel (Murray, Roberts) — 42 min 12 s | 1-0 1-1 1-2      | LeClair (Muller, Stevenson) — 54 min 49 s Muller (Stevenson, Brisebois) — 77 min 18 s |                  |
| Casey            | Gardiens                                | Roy              |                                                                                       |                  |
|                  |                                         |                  |                                                                                       |                  |
| 61               | Tirs                                    | 36               |                                                                                       |                  |

| 27 avril | Canadiens de Montréal | 2-3 (0-1, 1-1, 1-1) | Bruins de Boston | Forum de Montréal 17 959 spectateurs |

| Feuille de match | Feuille de match                                                   | Feuille de match    | Feuille de match                                                                                      | Feuille de match |
| ---------------- | ------------------------------------------------------------------ | ------------------- | --- | ---------------- |
|                  | LeClair (DiPietro, Savage) — 37 min 50 s (SN) Muller — 42 min 57 s | 0-1 0-2 1-2 2-2 2-3 | Smolinski (Oates, Bourque) — 3 min (SN) Heinze (Stewart, Bourque) — 29 min 36 s Iafrate — 47 min 21 s |                  |
| Roy              | Gardiens                                                           | Casey               | |                  |
|                  |                                                                    |                     | |                  |
| 22               | Tirs                                                               | 25                  | |                  |

| 29 avril | Bruins de Boston | 5-3 (2-0, 2-1, 1-2) | Canadiens de Montréal | Boston Garden 14 440 spectateurs |

| Feuille de match | Feuille de match | Feuille de match                | Feuille de match | Feuille de match |
| ---------------- | --- | ------------------------------- | --- | ---------------- |
|                  | Murray (Sweeney, Stümpel) — 3 min 43 s Donato (Shaw) — 11 min 47 s Oates (Smolinski, Donato) — 21 min 23 s (SN) Knipscheer (Stewart) — 24 min 22 s Bourque (Knipscheer) — 45 min 3 s | 1-0 2-0 3-0 4-0 4-1 5-1 5-2 5-3 | Damphousse (Savage) — 25 min 44 s Haller (Brisebois, Damphousse) — 53 min 12 s Keane (Sévigny, Carbonneau) — 54 min 43 s |                  |
| Casey            | Gardiens | Roy                             | |                  |
|                  | |                                 | |                  |
| 31               | Tirs | 29                              | |                  |

#### Détroit contre San José
San José remporte la série 4-3.
| 18 avril | Red Wings de Détroit | 4-5 (0-3, 2-0, 2-2) | Sharks de San José | Joe Louis Arena 19 778 spectateurs |

| Feuille de match | Feuille de match | Feuille de match                    | Feuille de match | Feuille de match |
| ---------------- | --- | ----------------------------------- | --- | ---------------- |
|                  | Chiasson (Fiodorov, Howe) — 22 min 24 s (SN) Kennedy (McCarty, Probert) — 37 min 41 s McCarty (Chiasson) — 41 min 34 s Johnson (Coffey, Lidström) — 46 min 1 s (SN) | 0-1 0-2 0-3 1-3 2-3 3-3 3-4 4-4 4-5 | Cronin (Falloon, Errey) — 12 min 55 s Larionov (Garpenlöv, Ozoliņš) — 15 min 28 s Makarov (Norton, Larionov) — 17 min 3 s (SN) Baker (Whitney) — 44 min 42 s Kroupa (Elik) — 55 min 36 s |                  |
| Essensa          | Gardiens | Irbe                                | |                  |
|                  | |                                     | |                  |
| 37               | Tirs | 24                                  | |                  |

| 20 avril | Red Wings de Détroit | 4-0 (0-0, 1-0, 3-0) | Sharks de San José | Joe Louis Arena 19 875 spectateurs |

| Feuille de match | Feuille de match | Feuille de match | Feuille de match | Feuille de match |
| ---------------- | --- | ---------------- | ---------------- | ---------------- |
|                  | Burr (Draper) — 20 min 47 s Probert (Kennedy) — 42 min 32 s Ciccarelli (Coffey, Fiodorov) — 45 min 7 s Lidström (Fiodorov, Ciccarelli) — 46 min 43 s (SN) | 1-0 2-0 3-0 4-0  |                  |                  |
| Osgood           | Gardiens | Irbe             |                  |                  |
|                  | |                  |                  |                  |
| 28               | Tirs | 22               |                  |                  |

| 22 avril | Sharks de San José | 2-3 (1-2, 1-1, 0-0) | Red Wings de Détroit | San Jose Arena 17 190 spectateurs |

| Feuille de match | Feuille de match                                                                               | Feuille de match    | Feuille de match                                                                                   | Feuille de match |
| ---------------- | ---------------------------------------------------------------------------------------------- | ------------------- | -------------------------------------------------------------------------------------------------- | ---------------- |
|                  | Gaudreau (Dahlén, Pederson) — 37 min 14 s (SN) Makarov (Larionov, Pederson) — 19 min 28 s (SN) | 0-1 0-2 1-2 1-3 2-3 | McCarty (Kennedy) Ciccarelli (Fiodorov, Kozlov) — 1 min 53 s Burr (Draper, Chiasson) — 39 min 31 s |                  |
| Irbe             | Gardiens                                                                                       | Osgood              | |                  |
|                  |                                                                                                |                     | |                  |
| 24               | Tirs                                                                                           | 30                  | |                  |

| 23 avril | Sharks de San José | 4-3 (0-2, 3-1, 1-0) | Red Wings de Détroit | San Jose Arena 17 190 spectateurs |

| Feuille de match | Feuille de match | Feuille de match            | Feuille de match                                                                                         | Feuille de match |
| ---------------- | --- | --------------------------- | --- | ---------------- |
|                  | Pederson (Krupp, Duchesne) — 23 min 45 s (IN) Larionov (Ozoliņš, Norton) — 28 min 1 s Dahlén (Whitney, Elik) — 31 min 55 s (SN) Makarov (Larionov, Ozoliņš) — 46 min 35 s | 0-1 0-2 1-2 1-3 2-3 3-3 4-3 | Ciccarelli (Fiodorov, Kozlov) — 7 min 17 s Johnson (Primeau, Sheppard) — 10 min 21 s Draper — 26 min 8 s |                  |
| Irbe             | Gardiens | Osgood                      | |                  |
|                  | |                             | |                  |
| 22               | Tirs | 24                          | |                  |

| 26 avril | Sharks de San José | 6-4 (2-2, 1-0, 3-2) | Red Wings de Détroit | San Jose Arena 17 190 spectateurs |

| Feuille de match | Feuille de match | Feuille de match                        | Feuille de match | Feuille de match |
| ---------------- | --- | --------------------------------------- | --- | ---------------- |
|                  | Makarov (Larionov, Garpenlöv) — 2 min 47 s (SN) Elik (Duchesne) — 8 min 34 s Makarov (Larionov, Garpenlöv) — 38 min 45 s Dahlén — 42 min 8 s Garpenlöv (Larionov, Ozoliņš) — 48 min 8 s Errey (Baker) — 56 min 43 s | 1-0 2-0 2-1 2-2 3-2 4-2 4-3 5-3 5-4 6-4 | Coffey — 13 min 33 s Sheppard (Coffey, Yzerman) — 14 min 13 s Lidström (Yzerman, Coffey) — 46 min 44 s (IN) Lidström (Fiodorov, Kozlov) — 55 min 22 s |                  |
| Irbe             | Gardiens | Osgood, Essensa                         | |                  |
|                  | |                                         | |                  |
| 21               | Tirs | 35                                      | |                  |

| 28 avril | Red Wings de Détroit | 7-1 (4-0, 2-1, 1-0) | Sharks de San José | Joe Louis Arena 19 875 spectateurs |

| Feuille de match | Feuille de match | Feuille de match                | Feuille de match                          | Feuille de match |
| ---------------- | --- | ------------------------------- | ----------------------------------------- | ---------------- |
|                  | Fiodorov (Kozlov) — 2 min 3 s Chiasson (Coffey) — 15 min 20 s (SN) Sheppard (Primeau, Yzerman) — 16 min 33 s Kozlov (Ciccarelli, Fiodorov) — 16 min 56 s Yzerman (Lidström, Coffey) — 21 min 25 s Ciccarelli (Konstantinov, Kozlov) — 31 min 21 s Ciccarelli (Chiasson, Johnson) — 48 min 31 s (SN) | 1-0 2-0 3-0 4-0 5-0 5-1 6-1 7-1 | Dahlén (Pederson, Elik) — 24 min 4 s (SN) |                  |
| Osgood           | Gardiens | Irbe, Waite                     |                                           |                  |
|                  | |                                 |                                           |                  |
| 34               | Tirs | 23                              |                                           |                  |

| 30 avril | Red Wings de Détroit | 2-3 (1-2, 1-0, 0-1) | Sharks de San José | Joe Louis Arena 19 875 spectateurs |

| Feuille de match | Feuille de match                                                       | Feuille de match    | Feuille de match                                                                                  | Feuille de match |
| ---------------- | ---------------------------------------------------------------------- | ------------------- | ------------------------------------------------------------------------------------------------- | ---------------- |
|                  | Draper — 19 min 47 s (IN) Kozlov (Konstantinov, Johnson) — 22 min 36 s | 0-1 0-2 1-2 2-2 2-3 | Garpenlöv (Larionov, Ozoliņš) — 47 s Makarov (Larionov, Norton) — 13 min 59 s Baker — 53 min 25 s |                  |
| Osgood           | Gardiens                                                               | Irbe                |                                                                                                   |                  |
|                  |                                                                        |                     |                                                                                                   |                  |
| 30               | Tirs                                                                   | 17                  |                                                                                                   |                  |

#### Calgary contre Vancouver
Vancouver gagne la série 4-3.
| 18 avril | Flames de Calgary | 0-5 (0-0, 3-0, 2-0) | Canucks de Vancouver | Olympic Saddledome 17 764 spectateurs |

| Feuille de match | Feuille de match | Feuille de match    | Feuille de match | Feuille de match |
| ---------------- | ---------------- | ------------------- | --- | ---------------- |
|                  |                  | 0-1 0-2 0-3 0-4 0-5 | Boure (Courtnall) — 21 min 15 s Ronning (Boure, Brown) — 30 min 54 s (SN) Babych (Adams, Diduck) — 32 min 16 s Linden — 44 min 26 s Brown (Gélinas, Hedican) — 55 min 53 s (SN) |                  |
| Vernon           | Gardiens         | McLean              | |                  |
|                  |                  |                     | |                  |
| 31               | Tirs             | 28                  | |                  |

| 20 avril | Flames de Calgary | 7-5 (4-1, 2-3, 1-1) | Canucks de Vancouver | Olympic Saddledome 18 318 spectateurs |

| Feuille de match | Feuille de match | Feuille de match                                | Feuille de match | Feuille de match |
| ---------------- | --- | ----------------------------------------------- | --- | ---------------- |
|                  | Nieuwendyk (Reichel, MacInnis) — 7 min 30 s Sullivan (Otto) — 9 min 8 s (IN) MacInnis (Fleury, Zalapski) — 15 min 46 s (SN) MacInnis (Nieuwendyk, Titov) — 19 min 10 s Nieuwendyk (MacInnis, Fleury) — 30 min 58 s (SN) Fleury (Reichel) — 37 min 46 s (SN) Titov (Roberts, MacInnis) — 41 min 16 s (SN) | 1-0 1-1 2-1 3-1 4-1 4-2 5-2 5-3 6-3 6-4 7-4 7-5 | Brown (Hedican, Craven) — 8 min 8 s Courtnall (Diduck) — 22 min 44 s (IN) Ronning (Linden) — 33 min 31 s (SN) Gélinas (Carson) — 38 min 54 s Linden (Ronning, Courtnall) — 42 min 45 s |                  |
| Vernon           | Gardiens | McLean                                          | |                  |
|                  | |                                                 | |                  |
| 34               | Tirs | 28                                              | |                  |

| 22 avril | Canucks de Vancouver | 2-4 (0-0, 0-0, 2-4) | Flames de Calgary | Pacific Coliseum 16 150 spectateurs |

| Feuille de match | Feuille de match                                                             | Feuille de match        | Feuille de match | Feuille de match |
| ---------------- | ---------------------------------------------------------------------------- | ----------------------- | --- | ---------------- |
|                  | Momesso (Diduck, McIntyre) — 46 min 35 s Adams (Boure, Craven) — 58 min 42 s | 0-1 1-1 1-2 1-3 2-3 2-4 | Walz (Fleury, Roberts) — 43 min 33 s Fleury (Roberts) — 48 min 29 s Roberts (Reichel, Musil) — 58 min 23 s Fleury — 59 min 58 s (CV) |                  |
| McLean           | Gardiens                                                                     | Vernon                  | |                  |
|                  |                                                                              |                         | |                  |
| 28               | Tirs                                                                         | 27                      | |                  |

| 24 avril | Canucks de Vancouver | 2-3 (1-1, 1-0, 0-2) | Flames de Calgary | Pacific Coliseum 16 150 spectateurs |

| Feuille de match | Feuille de match                                                                 | Feuille de match    | Feuille de match                                                                                           | Feuille de match |
| ---------------- | -------------------------------------------------------------------------------- | ------------------- | --- | ---------------- |
|                  | Gélinas (Boure, Brown) — 17 min 54 s (SN) Linden (Courtnall, Brown) — 22 min 6 s | 0-1 1-1 2-1 2-2 2-3 | Stern (Kisio) — 10 min 7 s Walz (MacInnis, Roberts) — 40 min 44 s Fleury (Reichel, Sullivan) — 43 min 38 s |                  |
| McLean           | Gardiens                                                                         | Vernon              | |                  |
|                  |                                                                                  |                     | |                  |
| 44               | Tirs                                                                             | 28                  | |                  |

| 26 avril | Flames de Calgary | 1-2 (pr) (1-1, 0-0, 0-0, 0-1) | Canucks de Vancouver | Olympic Saddledome 19 059 spectateurs |

| Feuille de match | Feuille de match                         | Feuille de match | Feuille de match                                                    | Feuille de match |
| ---------------- | ---------------------------------------- | ---------------- | ------------------------------------------------------------------- | ---------------- |
|                  | Titov (Nieuwendyk, Roberts) — 5 min 53 s | 0-1 1-1 1-2      | Boure (Adams, Linden) — 4 min 48 s Courtnall (Diduck) — 67 min 15 s |                  |
| Vernon           | Gardiens                                 | McLean           |                                                                     |                  |
|                  |                                          |                  |                                                                     |                  |
| 22               | Tirs                                     | 32               |                                                                     |                  |

| 28 avril | Canucks de Vancouver | 3-2 (pr) (1-1, 1-0, 0-1, 1-0) | Flames de Calgary | Pacific Coliseum 19 059 spectateurs |

| Feuille de match | Feuille de match | Feuille de match    | Feuille de match                                                                      | Feuille de match |
| ---------------- | --- | ------------------- | ------------------------------------------------------------------------------------- | ---------------- |
|                  | Diduck (Linden) — 8 min 38 s Charbonneau (Courtnall, LaFayette) — 27 min 10 s Linden (Lumme, Boure) — 76 min 43 s (SN) | 1-0 1-1 2-1 2-2 3-2 | Roberts (Fleury, Zalapski) — 19 min 59 s (SN) Walz (Zalapski, MacInnis) — 43 min 24 s |                  |
| McLean           | Gardiens | Vernon              |                                                                                       |                  |
|                  | |                     |                                                                                       |                  |
| 22               | Tirs | 32                  |                                                                                       |                  |

| 30 avril | Flames de Calgary | 3-4 (2 pr) (1-2, 2-0, 0-1, 0-0, 0-1) | Canucks de Vancouver | Olympic Saddledome 20 230 spectateurs |

| Feuille de match | Feuille de match                                                                                           | Feuille de match            | Feuille de match | Feuille de match |
| ---------------- | --- | --------------------------- | --- | ---------------- |
|                  | Fleury (Roberts, Reichel) — 5 min 4 s Stern (Kisio, Patrick) — 29 min 30 s Fleury (MacInnis) — 30 min 34 s | 1-0 1-1 1-2 2-2 3-2 3-3 3-4 | Boure (Lumme, Courtnall) — 9 min 24 s (SN) Courtnall (Craven, Lafayette) — 11 min 44 s Adams (Boure, Lumme) — 56 min 23 s Boure (Brown, Babych) — 82 min 20 s |                  |
| Vernon           | Gardiens                                                                                                   | McLean                      | |                  |
|                  | |                             | |                  |
| 49               | Tirs | 35                          | |                  |

#### Toronto contre Chicago
Toronto gagne la série 4-2.
| 18 avril | Maple Leafs de Toronto | 5-1 (3-0, 2-0, 0-1) | Black Hawks de Chicago | Maple Leaf Gardens 15 728 spectateurs |

| Feuille de match | Feuille de match | Feuille de match        | Feuille de match                           | Feuille de match |
| ---------------- | --- | ----------------------- | ------------------------------------------ | ---------------- |
|                  | Clark (Mironov) — 2 min 33 s Gilmour (Andreychuk, Mironov) — 7 min 38 s (SN) Manderville (Rouse) — 11 min 37 s (IN) Macoun (Berg, Zezel) — 23 min 35 s Andreychuk (Mironov, Gilmour) — 26 min 25 s (SN) | 1-0 2-0 3-0 4-0 5-0 5-1 | Chelios (Graham, Suter) — 43 min 17 s (SN) |                  |
| Potvin           | Gardiens | Belfour                 |                                            |                  |
|                  | |                         |                                            |                  |
| 28               | Tirs | 28                      |                                            |                  |

| 20 avril | Maple Leafs de Toronto | 1-0 (pr) (0-0, 0-0, 0-0, 1-0) | Black Hawks de Chicago | Maple Leaf Gardens 15 728 spectateurs |

| Feuille de match | Feuille de match                     | Feuille de match | Feuille de match | Feuille de match |
| ---------------- | ------------------------------------ | ---------------- | ---------------- | ---------------- |
|                  | Gill (Ellett, Gilmour) — 62 min 15 s | 1-0              |                  |                  |
| Potvin           | Gardiens                             | Belfour          |                  |                  |
|                  |                                      |                  |                  |                  |
| 38               | Tirs                                 | 32               |                  |                  |

| 23 avril | Black Hawks de Chicago | 5-4 (3-2, 1-1, 1-1) | Maple Leafs de Toronto | Chicago Stadium 17 439 spectateurs |

| Feuille de match | Feuille de match | Feuille de match                    | Feuille de match | Feuille de match |
| ---------------- | --- | ----------------------------------- | --- | ---------------- |
|                  | Amonte (Roenick, Carney) — 49 s Amonte (Chelios, Suter) — 2 min 7 s (SN) Murphy (Weinrich) — 7 min 23 s Amonte (Roenick) — 35 min 58 s Amonte (Roenick, Weinrich) — 41 min 31 s | 1-0 2-0 3-0 3-1 3-2 3-3 4-3 5-3 5-4 | Ellett (Clark, Gilmour) — 10 min 15 s (SN) Berg (Zezel, Osborne) — 17 min 2 s Mironov (Gartner, Ellett) — 21 min (SN) Ellett (Andreychuk, Gilmour) — 46 min 35 s (SN) |                  |
| Belfour          | Gardiens | Potvin                              | |                  |
|                  | |                                     | |                  |
| 33               | Tirs | 33                                  | |                  |

| 24 avril | Black Hawks de Chicago | 4-3 (pr) (2-1, 0-1, 1-1, 1-0) | Maple Leafs de Toronto | Chicago Stadium 17 376 spectateurs |

| Feuille de match | Feuille de match | Feuille de match            | Feuille de match | Feuille de match |
| ---------------- | --- | --------------------------- | --- | ---------------- |
|                  | Suter (Amonte, Roenick) — 9 min 55 s Suter (Murphy, Roenick) — 13 min 28 s (SN) Suter (Roenick, Murphy) — 52 min 35 s (SN) Roenick (Amonte, Murphy) — 61 min 23 s | 1-0 2-0 2-1 2-2 2-3 3-3 4-3 | Gilmour (Macoun, Gartner) — 14 min 55 s (SN) Andreychuk (Gilmour, Mironov) — 34 min 40 s (SN) Pearson (Gilmour, Ellett) — 42 min 59 s |                  |
| Belfour          | Gardiens | Potvin                      | |                  |
|                  | |                             | |                  |
| 29               | Tirs | 37                          | |                  |

| 26 avril | Maple Leafs de Toronto | 1-0 (0-0, 0-0, 1-0) | Black Hawks de Chicago | Maple Leaf Gardens 15 728 spectateurs |

| Feuille de match | Feuille de match                               | Feuille de match | Feuille de match | Feuille de match |
| ---------------- | ---------------------------------------------- | ---------------- | ---------------- | ---------------- |
|                  | Eastwood (Andreychuk, Clark) — 50 min 7 s (SN) | 1-0              |                  |                  |
| Potvin           | Gardiens                                       | Belfour          |                  |                  |
|                  |                                                |                  |                  |                  |
| 37               | Tirs                                           | 17               |                  |                  |

| 28 avril | Black Hawks de Chicago | 0-1 (0-1, 0-0, 0-0) | Maple Leafs de Toronto | Chicago Stadium 17 847 spectateurs |

| Feuille de match | Feuille de match | Feuille de match | Feuille de match                             | Feuille de match |
| ---------------- | ---------------- | ---------------- | -------------------------------------------- | ---------------- |
|                  |                  | 0-1              | Gartner (Ellett, Mironov) — 14 min 49 s (SN) |                  |
| Belfour          | Gardiens         | Potvin           |                                              |                  |
|                  |                  |                  |                                              |                  |
| 27               | Tirs             | 18               |                                              |                  |

#### Dallas contre Saint-Louis
Dallas gagne la série 4-0.
| 17 avril | Stars de Dallas | 5-3 (0-0, 3-1, 2-2) | Blues de Saint-Louis | Reunion Arena 16 914 spectateurs |

| Feuille de match | Feuille de match | Feuille de match            | Feuille de match | Feuille de match |
| ---------------- | --- | --------------------------- | --- | ---------------- |
|                  | Gagner (Ledyard, Cavallini) — 23 min 50 s (SN) Gilchrist (Courtnall, Cavallini) — 25 min 15 s (SN) Gilchrist (Courtnall, Modano) — 35 min 31 s Ledyard (Ludwig, Courtnall) — 56 min 11 s Klatt (Modano, Zmolek) — 58 min 23 s | 1-0 2-0 2-1 3-1 3-2 3-3 4-3 | Kassatonov (Shanahan, Hull) — 34 min 6 s Hull (Janney, Housley) — 45 min 10 s (SN) Housley (Duchesne, Shanahan) — 54 min 39 s (SN) |                  |
| Wakaluk          | Gardiens | Joseph                      | |                  |
|                  | |                             | |                  |
| 45               | Tirs | 36                          | |                  |

| 20 avril | Stars de Dallas | 4-2 (0-1, 2-1, 2-0) | Blues de Saint-Louis | Reunion Arena 16 914 spectateurs |

| Feuille de match | Feuille de match | Feuille de match        | Feuille de match                                                 | Feuille de match |
| ---------------- | --- | ----------------------- | ---------------------------------------------------------------- | ---------------- |
|                  | Modano (Gilchrist, Cavallini) — 24 min 25 s Courtnall — 24 min 47 s Modano (Cavallini) — 42 min 58 s Gagner — 59 min 50 s (CV) | 0-1 1-1 2-1 2-2 3-2 4-2 | Shanahan (Janney) — 2 min 6 s Hull (Nedvěd, Tilley) — 27 min 1 s |                  |
| Wakaluk          | Gardiens | Joseph                  |                                                                  |                  |
|                  | |                         |                                                                  |                  |
| 45               | Tirs | 36                      |                                                                  |                  |

| 22 avril | Blues de Saint-Louis | 4-5 (pr) (1-0, 1-3, 2-1, 0-1) | Stars de Dallas | St. Louis Arena 17 029 spectateurs |

| Feuille de match | Feuille de match | Feuille de match                    | Feuille de match | Feuille de match |
| ---------------- | --- | ----------------------------------- | --- | ---------------- |
|                  | Shanahan (Janney) — 5 min 29 s Miller (Shanahan) — 24 min 11 s (IN) Janney (Shanahan, Chase) — 53 min 47 s Kassatonov — 59 min 31 s | 1-0 1-1 2-1 2-2 2-3 3-3 3-4 4-4 4-5 | Klatt (Matvichuk) — 22 min 33 s (SN) Churla (Cavallini, Ledyard) — 27 min 38 s (SN) Modano (Eklund, Churla) — 29 min 57 s Gagner — 55 min 11 s Cavallini (Courtnall, Modano) — 68 min 34 s (SN) |                  |
| Joseph           | Gardiens | Wakaluk                             | |                  |
|                  | |                                     | |                  |
| 48               | Tirs | 31                                  | |                  |

| 24 avril | Blues de Saint-Louis | 1-2 (1-0, 0-1, 0-1) | Stars de Dallas | St. Louis Arena 16 259 spectateurs |

| Feuille de match | Feuille de match                               | Feuille de match | Feuille de match                                                                      | Feuille de match |
| ---------------- | ---------------------------------------------- | ---------------- | ------------------------------------------------------------------------------------- | ---------------- |
|                  | Housley (Shanahan, Duchesne) — 7 min 22 s (SN) | 1-0 1-1 1-2      | Modano (Klatt, Eklund) — 35 min 47 s Modano (Courtnall, Cavallini) — 56 min 13 s (SN) |                  |
| Joseph           | Gardiens                                       | Wakaluk          |                                                                                       |                  |
|                  |                                                |                  |                                                                                       |                  |
| 26               | Tirs                                           | 32               |                                                                                       |                  |

### Demi-finales d'association

#### New York contre Washington
| 1er mai | Rangers de New York | 6-3 (2-1, 2-1, 2-1) | Capitals de Washington | Madison Square Garden 18 200 spectateurs |

| Feuille de match | Feuille de match | Feuille de match                    | Feuille de match                                                                                                  | Feuille de match |
| ---------------- | --- | ----------------------------------- | --- | ---------------- |
|                  | Matteau (Kovaliov) — 3 min 51 s Noonan (MacTavish, Zoubov) — 16 min 28 s Leetch (Zoubov, Kovaliov) — 32 min 47 s (SN) Noonan (MacTavish, Karpovtsev) — 35 min 45 s Gilbert (Larmer, Nemtchinov) — 43 min 6 s Messier (Kocur) — 54 min 30 s | 1-0 1-1 2-1 2-2 3-2 4-2 5-2 5-3 6-3 | Pivoňka (Jones, Côté) — 4 min 13 s Miller (Ridley, Côté) — 28 min 51 s (SN) Ridley (Côté, Burridge) — 53 min 32 s |                  |
| Richter          | Gardiens | Beaupre                             | |                  |
|                  | |                                     | |                  |
| 24               | Tirs | 30                                  | |                  |

| 3 mai | Rangers de New York | 5-2 (1-1, 2-1, 2-0) | Capitals de Washington | Madison Square Garden 18 200 spectateurs |

| Feuille de match | Feuille de match | Feuille de match            | Feuille de match                                                            | Feuille de match |
| ---------------- | --- | --------------------------- | --------------------------------------------------------------------------- | ---------------- |
|                  | Kocur (Karpovtsev, Nemtchinov) — 16 min 42 s Zoubov (Noonan, Tikkanen) — 21 min 38 s Tikkanen (Messier, Leetch) — 30 min 44 s Graves (Larmer) — 50 min 47 s Matteau (Kovaliov, Larmer) — 51 min 6 s | 0-1 1-1 2-1 2-2 3-2 4-2 5-2 | Hatcher (Ridley, Bondra) — 8 min 10 s Ridley (Poulin, Miller) — 24 min 35 s |                  |
| Richter          | Gardiens | Tabaracci                   |                                                                             |                  |
|                  | |                             |                                                                             |                  |
| 25               | Tirs | 24                          |                                                                             |                  |

| 5 mai | Capitals de Washington | 0-3 (0-2, 0-1, 0-0) | Rangers de New York | USAir Arena 17 952 spectateurs |

| Feuille de match | Feuille de match | Feuille de match | Feuille de match                                                                                       | Feuille de match |
| ---------------- | ---------------- | ---------------- | --- | ---------------- |
|                  |                  | 0-1 0-2 0-3      | Leetch — 4 min 35 s (SN) Messier (Leetch) — 13 min 57 s (SN) Larmer (Kovaliov, Beukeboom) — 26 min 6 s |                  |
| Beaupre          | Gardiens         | Richter          | |                  |
|                  |                  |                  | |                  |
| 21               | Tirs             | 21               | |                  |

| 7 mai | Capitals de Washington | 4-2 (1-1, 3-0, 0-1) | Rangers de New York | USAir Arena 18 130 spectateurs |

| Feuille de match | Feuille de match | Feuille de match        | Feuille de match                                                       | Feuille de match |
| ---------------- | --- | ----------------------- | ---------------------------------------------------------------------- | ---------------- |
|                  | Krygier (Côté) — 7 min 26 s Juneau (Hunter, Côté) — 28 min 26 s (SN) Woolley (Hatcher, Juneau) — 30 min 22 s Krygier (Côté) — 35 min 26 s | 0-1 1-1 2-1 3-1 4-1 4-2 | Graves (Messier) — 33 s Noonan (Karpovtsev, Leetch) — 57 min 16 s (SN) |                  |
| Beaupre          | Gardiens | Richter, Healy          |                                                                        |                  |
|                  | |                         |                                                                        |                  |
| 23               | Tirs | 27                      |                                                                        |                  |

| 9 mai | Rangers de New York | 4-3 (3-2, 0-0, 1-1) | Capitals de Washington | Madison Square Garden 18 130 spectateurs |

| Feuille de match | Feuille de match | Feuille de match            | Feuille de match                                                                                                  | Feuille de match |
| ---------------- | --- | --------------------------- | --- | ---------------- |
|                  | Graves (Leetch, Anderson) — 1 min 46 s Graves (Leetch, Messier) — 8 min 1 s Tikkanen (Zoubov, Leetch) — 8 min 56 s Leetch (Zoubov) — 56 min 32 s | 1-0 1-1 2-1 3-1 3-2 3-3 4-3 | Hatcher (Ridley) — 5 min 33 s (IN) Anderson (Khristich, Hunter) — 16 min 20 s Côté (Miller, Ridley) — 40 min 27 s |                  |
| Richter          | Gardiens | Beaupre, Tabaracci          | |                  |
|                  | |                             | |                  |
| 36               | Tirs | 31                          | |                  |

#### New Jersey contre Boston
New Jersey gagne la série 4-2.
| 1er mai | Devils du New Jersey | 1-2 (1-2, 0-0, 0-0) | Bruins de Boston | Meadowlands Arena 13 878 spectateurs |

| Feuille de match | Feuille de match                               | Feuille de match | Feuille de match                                                            | Feuille de match |
| ---------------- | ---------------------------------------------- | ---------------- | --------------------------------------------------------------------------- | ---------------- |
|                  | Nicholls (Lemieux, MacLean) — 13 min 22 s (SN) | 0-1 0-2 1-2      | Smolinski (Heinze, Stewart) — 5 min 2 s Shaw (Stümpel, Murray) — 7 min 22 s |                  |
| Brodeur          | Gardiens                                       | Casey            |                                                                             |                  |
|                  |                                                |                  |                                                                             |                  |
| 35               | Tirs                                           | 29               |                                                                             |                  |

| 3 mai | Devils du New Jersey | 5-6 (pr) (2-1, 1-1, 2-3, 0-1) | Bruins de Boston | Meadowlands Arena 17 205 spectateurs |

| Feuille de match | Feuille de match | Feuille de match                            | Feuille de match | Feuille de match |
| ---------------- | --- | ------------------------------------------- | --- | ---------------- |
|                  | Zelepoukine (Albelin, Guerin) — 2 min 23 s McKay (Holík, Stevens) — 16 min 25 s Stevens (Zelepoukine, Driver) — 24 min 9 s (SN) Dowd (Zelepoukine, Albelin) — 48 min 27 s Driver (Lemieux, Stevens) — 59 min 56 s | 1-0 1-1 2-1 3-1 3-2 3-3 4-3 4-4 4-5 5-5 5-6 | Smolinski — 13 min 8 s Wesley (Reid, Bourque) — 29 min 3 s Iafrate — 46 min 17 s Donato (Oates, Bourque) — 51 min 37 s (SN) Heinze (Smolinski) — 53 min 55 s Sweeney (Oates) — 69 min 8 s |                  |
| Brodeur          | Gardiens | Casey                                       | |                  |
|                  | |                                             | |                  |
| 30               | Tirs | 27                                          | |                  |

| 5 mai | Bruins de Boston | 2-4 (1-1, 0-1, 1-2) | Devils du New Jersey | Boston Garden 14 448 spectateurs |

| Feuille de match | Feuille de match                                                                      | Feuille de match        | Feuille de match | Feuille de match |
| ---------------- | ------------------------------------------------------------------------------------- | ----------------------- | --- | ---------------- |
|                  | Czerkawski (Stümpel, Murray) — 8 min 39 s Iafrate (Bourque, Oates) — 49 min 13 s (SN) | 1-0 1-1 1-2 1-3 2-3 2-4 | Dowd (Richer, Chorske) — 12 min 27 s Albelin (Nicholls) — 34 min 36 s (SN) Chorske (Carpenter, Richer) — 43 min 17 s Chorske — 59 min 8 s |                  |
| Casey            | Gardiens                                                                              | Terreri                 | |                  |
|                  |                                                                                       |                         | |                  |
| 27               | Tirs                                                                                  | 25                      | |                  |

| 7 mai | Bruins de Boston | 4-5 (pr) (1-1, 2-1, 1-2, 0-1) | Devils du New Jersey | Boston Garden 14 448 spectateurs |

| Feuille de match | Feuille de match | Feuille de match                    | Feuille de match | Feuille de match |
| ---------------- | --- | ----------------------------------- | --- | ---------------- |
|                  | Murray (Oates, Wesley) — 15 min 6 s Hughes (Oates, Murray) — 30 min 7 s Bourque (Czerkawski, Stümpel) — 35 min 25 s (SN) Murray (Oates, Shaw) — 50 min 31 s | 0-1 1-1 1-2 2-2 3-2 3-3 4-3 4-4 4-5 | Zelepoukine — 8 min 47 s Richer (Dowd) — 26 min 15 s (SN) Hankinson (Dowd, Driver) — 41 min 44 s Nicholls (Lemieux, MacLean) — 52 min 12 s Richer (Holík) — 74 min 19 s |                  |
| Casey            | Gardiens | Terreri                             | |                  |
|                  | |                                     | |                  |
| 44               | Tirs | 34                                  | |                  |

| 9 mai | Devils du New Jersey | 2-0 (0-0, 2-0, 0-0) | Bruins de Boston | Meadowlands Arena 19 040 spectateurs |

| Feuille de match | Feuille de match                                                            | Feuille de match | Feuille de match | Feuille de match |
| ---------------- | --------------------------------------------------------------------------- | ---------------- | ---------------- | ---------------- |
|                  | Millen (Carpenter) — 21 min 23 s Carpenter (Lemieux, Chorske) — 39 min 38 s | 1-0 2-0          |                  |                  |
| Brodeur          | Gardiens                                                                    | Casey            |                  |                  |
|                  |                                                                             |                  |                  |                  |
| 23               | Tirs                                                                        | 22               |                  |                  |

| 11 mai | Bruins de Boston | 3-5 (0-0, 1-3, 2-2) | Devils du New Jersey | Boston Garden 14 448 spectateurs |

| Feuille de match | Feuille de match                                                                      | Feuille de match                | Feuille de match | Feuille de match |
| ---------------- | ------------------------------------------------------------------------------------- | ------------------------------- | --- | ---------------- |
|                  | Czerkawski (Oates) — 38 min 31 s Wesley (Heinze) — 41 min 39 s Smolinski — 42 min 8 s | 0-1 0-2 0-3 1-3 2-3 3-3 3-4 3-5 | MacLean (Lemieux, Nicholls) — 27 min 38 s Niedermayer (MacLean, Stevens) — 35 min 12 s (SN) Lemieux (MacLean, Niedermayer) — 38 min 6 s MacLean (Nicholls, Lemieux) — 44 min 37 s Chorske — 59 min 2 s |                  |
| Casey            | Gardiens                                                                              | Terreri                         | |                  |
|                  |                                                                                       |                                 | |                  |
| 41               | Tirs                                                                                  | 23                              | |                  |

#### Toronto contre San José
Toronto gagne la série 4-3.
| 2 mai | Maple Leafs de Toronto | 5-1 (1-0, 2-0, 2-1) | Sharks de San José | Maple Leaf Gardens 15 728 spectateurs |

| Feuille de match | Feuille de match | Feuille de match        | Feuille de match                         | Feuille de match |
| ---------------- | --- | ----------------------- | ---------------------------------------- | ---------------- |
|                  | Mironov (Ellett, Gilmour) — 8 min 6 s (SN) Gartner (Gill, Clark) — 29 min 31 s Osborne (Gilmour) — 33 min 29 s (IN) Gilmour (Ellett) — 43 min 25 s (SN) Clark (Mironov, Ellett) — 51 min 11 s (SN) | 1-0 2-0 3-0 4-0 5-0 5-1 | Duchesne (Ozoliņš, Falloon) — 55 min 4 s |                  |
| Potvin           | Gardiens | Irbe                    |                                          |                  |
|                  | |                         |                                          |                  |
| 38               | Tirs | 20                      |                                          |                  |

| 4 mai | Maple Leafs de Toronto | 2-3 (1-1, 1-1, 0-1) | Sharks de San José | Maple Leaf Gardens 15 728 spectateurs |

| Feuille de match | Feuille de match                                            | Feuille de match    | Feuille de match                                                                                                   | Feuille de match |
| ---------------- | ----------------------------------------------------------- | ------------------- | --- | ---------------- |
|                  | Clark (Gilmour, Gartner) — 2 min 31 s Osborne — 27 min 15 s | 1-0 1-1 2-1 2-2 2-3 | Larionov (Garpenlöv) — 7 min 9 s Falloon (Whitney, More) — 35 min 38 s Garpenlöv (Larionov, Ozoliņš) — 57 min 44 s |                  |
| Potvin           | Gardiens                                                    | Irbe                | |                  |
|                  |                                                             |                     | |                  |
| 31               | Tirs                                                        | 29                  | |                  |

| 6 mai | Sharks de San José | 5-2 (1-1, 3-1, 1-0) | Maple Leafs de Toronto | San Jose Arena 17 190 spectateurs |

| Feuille de match | Feuille de match | Feuille de match            | Feuille de match                                                                             | Feuille de match |
| ---------------- | --- | --------------------------- | -------------------------------------------------------------------------------------------- | ---------------- |
|                  | Errey (Baker) — 3 min 21 s Baker (Errey, Whitney) — 20 min 29 s Dahlén (Duchesne, Pederson) — 21 min 58 s Dahlén (Elik, Pederson) — 34 min 25 s (SN) Dahlén (Pederson) — 57 min 38 s | 1-0 1-1 2-1 3-1 4-1 4-2 5-2 | Borchtchevski (Gilmour, Berg) — 7 min 50 s Borchtchevski (Gilmour, Clark) — 36 min 59 s (SN) |                  |
| Irbe             | Gardiens | Potvin, Rhodes              |                                                                                              |                  |
|                  | |                             |                                                                                              |                  |
| 27               | Tirs | 21                          |                                                                                              |                  |

| 8 mai | Sharks de San José | 3-8 (0-3, 1-3, 2-2) | Maple Leafs de Toronto | San Jose Arena 17 190 spectateurs |

| Feuille de match | Feuille de match                                                                                   | Feuille de match                            | Feuille de match | Feuille de match |
| ---------------- | -------------------------------------------------------------------------------------------------- | ------------------------------------------- | --- | ---------------- |
|                  | Elik — 24 min 48 s (SN) Elik (Ozoliņš, Norton) — 49 min 5 s Gaudreau (Larionov) — 54 min 15 s (IN) | 0-1 0-2 0-3 1-3 1-4 1-5 1-6 1-7 2-7 3-7 3-8 | Mironov (Gilmour, Andreychuk) — 10 min 15 s (SN) Eastwood (Clark, Gill) — 16 min 6 s Andreychuk (Ellett, Borchtchevski) — 18 min 47 s Clark (Gartner, Gilmour) — 25 min 58 s Gilmour (Ellett, Mironov) — 29 min 13 s (SN) Gartner (Gilmour, Ellett) — 38 min 38 s Andreychuk (Gilmour) — 40 min 42 s (IN) Osborne (Zezel, Lefebvre) — 58 min 51 s (IN) |                  |
| Irbe, Waite      | Gardiens                                                                                           | Potvin                                      | |                  |
|                  | |                                             | |                  |
| 30               | Tirs                                                                                               | 34                                          | |                  |

| 10 mai | Sharks de San José | 5-2 (3-1, 2-1, 0-0) | Maple Leafs de Toronto | San Jose Arena 17 190 spectateurs |

| Feuille de match | Feuille de match | Feuille de match            | Feuille de match                                                                  | Feuille de match |
| ---------------- | --- | --------------------------- | --------------------------------------------------------------------------------- | ---------------- |
|                  | Makarov — 1 min 17 s Errey (Larionov, Makarov) — 13 min 1 s (SN) Makarov (Larionov) — 15 min 3 s Garpenlöv (Makarov, Larionov) — 22 min 33 s Elik (Kroupa) — 34 min 21 s | 1-0 1-1 2-1 3-1 4-1 4-2 5-2 | Mironov (Ellett, Gilmour) — 7 min 7 s (SN) Gartner (Clark, Gilmour) — 26 min 54 s |                  |
| Irbe             | Gardiens | Potvin                      |                                                                                   |                  |
|                  | |                             |                                                                                   |                  |
| 27               | Tirs | 29                          |                                                                                   |                  |

| 12 mai | Maple Leafs de Toronto | 3-2 (pr) (1-0, 0-1, 1-1, 1-0) | Sharks de San José | Maple Leaf Gardens 15 728 spectateurs |

| Feuille de match | Feuille de match                                                                                                   | Feuille de match    | Feuille de match                                                          | Feuille de match |
| ---------------- | --- | ------------------- | ------------------------------------------------------------------------- | ---------------- |
|                  | Clark (Gilmour, Gill) — 5 min 26 s Clark (Gill, Mironov) — 45 min 32 s (SN) Gartner (Gilmour, Rouse) — 68 min 53 s | 1-0 1-1 2-1 2-2 3-2 | Larionov (Garpenlöv, Ozoliņš) — 28 min 43 s Norton (Dahlén) — 47 min 38 s |                  |
| Potvin           | Gardiens | Irbe                |                                                                           |                  |
|                  | |                     |                                                                           |                  |
| 24               | Tirs | 22                  |                                                                           |                  |

| 14 mai | Maple Leafs de Toronto | 4-2 (1-0, 1-0, 2-2) | Sharks de San José | Maple Leaf Gardens 15 728 spectateurs |

| Feuille de match | Feuille de match | Feuille de match        | Feuille de match                                              | Feuille de match |
| ---------------- | --- | ----------------------- | ------------------------------------------------------------- | ---------------- |
|                  | Clark (Eastwood, Rouse) — 8 min 58 s Clark (Gartner, Lefebvre) — 29 min 30 s Osborne (Zezel) — 43 min 19 s Gilmour (Clark, Gill) — 52 min 15 s | 1-0 2-0 3-0 3-1 4-1 4-2 | Larionov (Norton, Garpenlöv) — 45 min 21 s Elik — 59 min 59 s |                  |
| Potvin           | Gardiens | Irbe                    |                                                               |                  |
|                  | |                         |                                                               |                  |
| 21               | Tirs | 31                      |                                                               |                  |

#### Dallas contre Vancouver
Vancouver gagne la série 4-1.
| 2 mai | Stars de Dallas | 4-6 (1-2, 2-2, 1-2) | Canucks de Vancouver | Reunion Arena 16 914 spectateurs |

| Feuille de match | Feuille de match | Feuille de match                        | Feuille de match | Feuille de match |
| ---------------- | --- | --------------------------------------- | --- | ---------------- |
|                  | P. Broten (N. Broten, Gagner) — 11 min 38 s Matvichuk (Eklund, Churla) — 33 min 40 s (SN) McPhee (Hatcher, Barr) — 34 min 14 s McPhee (Churla, Evason) — 43 min 57 s | 0-1 0-2 1-2 1-3 1-4 2-4 3-4 4-4 4-5 4-6 | Craven (Courtnall, Lumme) — 1 min 58 s Courtnall — 5 min 15 s Boure (Linden, Momesso) — 21 min 23 s Lumme (Adams, Boure) — 30 min 23 s (SN) Gélinas (LaFayette) — 55 min 21 s Linden (Babych) — 59 min 45 s (CV) |                  |
| Wakaluk          | Gardiens | McLean                                  | |                  |
|                  | |                                         | |                  |
| 39               | Tirs | 33                                      | |                  |

| 4 mai | Stars de Dallas | 0-3 (0-2, 0-1, 0-0) | Canucks de Vancouver | Reunion Arena 16 914 spectateurs |

| Feuille de match | Feuille de match | Feuille de match | Feuille de match                                                                         | Feuille de match |
| ---------------- | ---------------- | ---------------- | ---------------------------------------------------------------------------------------- | ---------------- |
|                  |                  | 0-1 0-2 0-3      | Ronning — 3 min 50 s Boure (Momesso, Ronning) — 17 min 20 s Boure (Craven) — 39 min 39 s |                  |
| Moog             | Gardiens         | McLean           |                                                                                          |                  |
|                  |                  |                  |                                                                                          |                  |
| 39               | Tirs             | 33               |                                                                                          |                  |

| 6 mai | Canucks de Vancouver | 3-4 (2-2, 1-2, 0-0) | Stars de Dallas | Pacific Coliseum 16 150 spectateurs |

| Feuille de match | Feuille de match                                                                                             | Feuille de match            | Feuille de match | Feuille de match |
| ---------------- | --- | --------------------------- | --- | ---------------- |
|                  | Linden (Brown, Lumme) — 1 min 5 s (SN) Boure (Brown, Ronning) — 9 min 26 s (SN) Linden (Glynn) — 29 min 52 s | 1-0 2-0 2-1 2-2 2-3 2-4 3-4 | Gagner (Hatcher, Ledyard) — 17 min 9 s (SN) N. Broten (Ludwig, Courtnall) — 18 min Modano (Evason) — 23 min 10 s N. Broten (McPhee) — 28 min 17 s |                  |
| McLean           | Gardiens | Moog                        | |                  |
|                  | |                             | |                  |
| 24               | Tirs | 36                          | |                  |

| 8 mai | Canucks de Vancouver | 2-1 (pr) (1-0, 0-1, 0-0, 1-0) | Stars de Dallas | Pacific Coliseum 16 150 spectateurs |

| Feuille de match | Feuille de match                                                        | Feuille de match | Feuille de match                            | Feuille de match |
| ---------------- | ----------------------------------------------------------------------- | ---------------- | ------------------------------------------- | ---------------- |
|                  | Linden (Adams, Boure) — 2 min 9 s Momesso (Lumme, Gélinas) — 71 min 1 s | 1-0 1-1 2-1      | Gilchrist (P. Broten, Ludwig) — 35 min 11 s |                  |
| McLean           | Gardiens                                                                | Moog             |                                             |                  |
|                  |                                                                         |                  |                                             |                  |
| 34               | Tirs                                                                    | 38               |                                             |                  |

| 10 mai | Canucks de Vancouver | 4-2 (2-1, 1-0, 1-1) | Stars de Dallas | Pacific Coliseum 16 150 spectateurs |

| Feuille de match | Feuille de match | Feuille de match        | Feuille de match                                                                                 | Feuille de match |
| ---------------- | --- | ----------------------- | ------------------------------------------------------------------------------------------------ | ---------------- |
|                  | LaFayette (Gélinas, Hedican) — 7 min 4 s Boure (Linden, Adams) — 9 min 32 s (SN) Craven (Courtnall) — 25 min 10 s Boure (Adams, McLean) — 56 min 34 s | 1-0 2-0 2-1 3-1 4-1 4-2 | Modano (Cavallini, Courtnall) — 17 min 41 s (SN) Gagner (Cavallini, Courtnall) — 58 min 9 s (SN) |                  |
| McLean           | Gardiens | Moog                    |                                                                                                  |                  |
|                  | |                         |                                                                                                  |                  |
| 33               | Tirs | 30                      |                                                                                                  |                  |

### Finales d'association

#### New York contre New Jersey
New York gagne la série 4-3.
| 15 mai | Rangers de New York | 3-4 (2 pr) (1-1, 1-0, 1-2, 0-0, 0-1) | Devils du New Jersey | Madison Square Garden 18 200 spectateurs |

| Feuille de match | Feuille de match                                                                                            | Feuille de match            | Feuille de match | Feuille de match |
| ---------------- | --- | --------------------------- | --- | ---------------- |
|                  | Zoubov (Messier) — 3 min 39 s Nemtchinov (Gilbert, Noonan) — 37 min 50 s Larmer (Messier) — 51 min 5 s (SN) | 1-0 1-1 2-1 2-2 3-2 3-3 3-4 | MacLean (Albelin, Driver) — 18 min 16 s Guerin (Nicholls) — 45 min 50 s Lemieux (MacLean, Nicholls) — 59 min 17 s Richer (Carpenter) — 95 min 23 s |                  |
| Richter          | Gardiens | Brodeur                     | |                  |
|                  | |                             | |                  |
| 38               | Tirs | 48                          | |                  |

| 17 mai | Rangers de New York | 4-0 (1-0, 0-0, 3-0) | Devils du New Jersey | Madison Square Garden 18 200 spectateurs |

| Feuille de match | Feuille de match | Feuille de match | Feuille de match | Feuille de match |
| ---------------- | --- | ---------------- | ---------------- | ---------------- |
|                  | Messier — 1 min 13 s Nemtchinov (Leetch, Noonan) — 40 min 47 s Anderson — 46 min 11 s Graves (Leetch, Messier) — 48 min 38 s (SN) | 1-0 2-0 3-0 4-0  |                  |                  |
| Richter          | Gardiens | Brodeur, Terreri |                  |                  |
|                  | |                  |                  |                  |
| 41               | Tirs | 16               |                  |                  |

| 19 mai | Devils du New Jersey | 2-3 (2 pr) (1-1, 1-1, 0-0, 0-0, 0-1) | Rangers de New York | Meadowlands Arena 19 040 spectateurs |

| Feuille de match | Feuille de match                                                                     | Feuille de match    | Feuille de match                                                                                          | Feuille de match |
| ---------------- | ------------------------------------------------------------------------------------ | ------------------- | --- | ---------------- |
|                  | Fetissov (McKay, Holík) — 5 min 38 s Zelepoukine (Driver, Richer) — 35 min 15 s (SN) | 0-1 1-1 1-2 2-2 2-3 | Graves (Messier, Beukeboom) — 2 min 43 s Larmer (Leetch, Graves) — 29 min 35 s (SN) Matteau — 86 min 13 s |                  |
| Brodeur          | Gardiens                                                                             | Richter             | |                  |
|                  |                                                                                      |                     | |                  |
| 31               | Tirs                                                                                 | 50                  | |                  |

| 21 mai | Devils du New Jersey | 3-1 (2-0, 0-1, 1-0) | Rangers de New York | Meadowlands Arena 19 040 spectateurs |

| Feuille de match | Feuille de match                                                                                   | Feuille de match | Feuille de match                             | Feuille de match |
| ---------------- | -------------------------------------------------------------------------------------------------- | ---------------- | -------------------------------------------- | ---------------- |
|                  | Richer (Dowd, MacLean) — 10 min 17 s (SN) Guerin (Stevens) — 16 min 54 s Zelepoukine — 53 min 18 s | 1-0 2-0 2-1 3-1  | Matteau (Messier, Larmer) — 28 min 47 s (SN) |                  |
| Brodeur          | Gardiens                                                                                           | Richter, Healy   |                                              |                  |
|                  | |                  |                                              |                  |
| 25               | Tirs                                                                                               | 21               |                                              |                  |

| 23 mai | Rangers de New York | 1-4 (0-1, 0-0, 1-3) | Devils du New Jersey | Madison Square Garden 18 200 spectateurs |

| Feuille de match | Feuille de match                | Feuille de match    | Feuille de match | Feuille de match |
| ---------------- | ------------------------------- | ------------------- | --- | ---------------- |
|                  | Tikkanen (Zoubov) — 56 min 33 s | 0-1 0-2 0-3 0-4 1-4 | Nicholls (Lemieux, Brodeur) — 6 min 49 s (IN) Peluso — 42 min 36 s Nicholls (MacLean, Albelin) — 50 min 37 s (SN) Chorske (Carpenter, Lemieux) — 53 min 58 s |                  |
| Richter          | Gardiens                        | Brodeur             | |                  |
|                  |                                 |                     | |                  |
| 26               | Tirs                            | 25                  | |                  |

| 25 mai | Devils du New Jersey | 2-4 (2-0, 0-1, 0-3) | Rangers de New York | Meadowlands Arena 19 040 spectateurs |

| Feuille de match | Feuille de match                                                      | Feuille de match        | Feuille de match | Feuille de match |
| ---------------- | --------------------------------------------------------------------- | ----------------------- | --- | ---------------- |
|                  | Niedermayer — 8 min 3 s Lemieux (Niedermayer, Nicholls) — 17 min 32 s | 1-0 2-0 2-1 2-2 2-3 2-4 | Kovaliov (Messier) — 38 min 19 s Messier (Kovaliov, Leetch) — 42 min 48 s Messier (Kovaliov, Leetch) — 52 min 12 s Messier — 58 min 15 s (IN + CV) |                  |
| Brodeur          | Gardiens                                                              | Richter                 | |                  |
|                  |                                                                       |                         | |                  |
| 30               | Tirs                                                                  | 36                      | |                  |

| 27 mai | Rangers de New York | 2-1 (2 pr) (0-0, 1-0, 0-1, 0-0, 1-0) | Devils du New Jersey | Madison Square Garden 18 200 spectateurs |

| Feuille de match | Feuille de match                                                        | Feuille de match | Feuille de match                            | Feuille de match |
| ---------------- | ----------------------------------------------------------------------- | ---------------- | ------------------------------------------- | ---------------- |
|                  | Leetch (Graves, Messier) — 29 min 31 s Matteau (Tikkanen) — 84 min 24 s | 1-0 1-1 2-1      | Zelepoukine (Lemieux, Richer) — 59 min 52 s |                  |
| Richter          | Gardiens                                                                | Brodeur          |                                             |                  |
|                  |                                                                         |                  |                                             |                  |
| 48               | Tirs                                                                    | 32               |                                             |                  |

#### Toronto contre Vancouver
Vancouver gagne la série 4-1.
| 16 mai | Maple Leafs de Toronto | 3-2 (pr) (0-0, 1-1, 1-1, 1-0) | Canucks de Vancouver | Maple Leaf Gardens 15 728 spectateurs |

| Feuille de match | Feuille de match | Feuille de match    | Feuille de match                                                                    | Feuille de match |
| ---------------- | --- | ------------------- | ----------------------------------------------------------------------------------- | ---------------- |
|                  | Andreychuk (Mironov, Ellett) — 24 min 26 s (SN) Zezel (Lefebvre, Osborne) — 40 min 38 s Zezel (Osborne) — 76 min 55 s | 1-0 1-1 2-1 2-2 3-2 | Babych (Craven, Lafayette) — 28 min 52 s Linden (Ronning, Boure) — 59 min 30 s (SN) |                  |
| Potvin           | Gardiens | McLean              |                                                                                     |                  |
|                  | |                     |                                                                                     |                  |
| 37               | Tirs | 33                  |                                                                                     |                  |

| 18 mai | Maple Leafs de Toronto | 3-4 (0-1, 2-2, 1-1) | Canucks de Vancouver | Maple Leaf Gardens 15 728 spectateurs |

| Feuille de match | Feuille de match | Feuille de match            | Feuille de match | Feuille de match |
| ---------------- | --- | --------------------------- | --- | ---------------- |
|                  | Mironov (Ellett, Gilmour) — 24 min 38 s (SN) Mironov (Ellett, Gilmour) — 26 min 21 s (SN) Ellett (Gilmour, Andreychuk) — 44 min 37 s (SN) | 0-1 1-1 2-1 2-2 2-3 3-3 3-4 | Boure — 18 min 43 s Brown (Lumme, Linden) — 29 min 55 s (SN) Craven (Babych, Courtnall) — 30 min 31 s Lumme (Linden, Brown) — 55 min 46 s (SN) |                  |
| Potvin           | Gardiens | McLean                      | |                  |
|                  | |                             | |                  |
| 40               | Tirs | 39                          | |                  |

| 20 mai | Canucks de Vancouver | 4-0 (1-0, 1-0, 2-0) | Maple Leafs de Toronto | Pacific Coliseum 16 150 spectateurs |

| Feuille de match | Feuille de match | Feuille de match | Feuille de match | Feuille de match |
| ---------------- | --- | ---------------- | ---------------- | ---------------- |
|                  | Boure (Linden) — 13 min 25 s Adams (Brown, Boure) — 24 min 56 s (SN) Boure (Craven) — 55 min 49 s Gélinas (Babych, Diduck) — 59 min 37 s (SN) | 1-0 2-0 3-0 4-0  |                  |                  |
| Potvin           | Gardiens | McLean           |                  |                  |
|                  | |                  |                  |                  |
| 28               | Tirs | 29               |                  |                  |

| 22 mai | Canucks de Vancouver | 2-0 (0-0, 0-0, 2-0) | Maple Leafs de Toronto | Pacific Coliseum 16 150 spectateurs |

| Feuille de match | Feuille de match                                                                   | Feuille de match | Feuille de match | Feuille de match |
| ---------------- | ---------------------------------------------------------------------------------- | ---------------- | ---------------- | ---------------- |
|                  | Ronning (Momesso, Gélinas) — 57 min 35 s Boure (Linden, Diduck) — 59 min 27 s (CV) | 1-0 2-0          |                  |                  |
| Potvin           | Gardiens                                                                           | McLean           |                  |                  |
|                  |                                                                                    |                  |                  |                  |
| 21               | Tirs                                                                               | 29               |                  |                  |

| 24 mai | Canucks de Vancouver | 4-3 (2 pr) (0-3, 3-0, 0-0, 0-0, 1-0) | Maple Leafs de Toronto | Pacific Coliseum 16 150 spectateurs |

| Feuille de match | Feuille de match | Feuille de match            | Feuille de match                                                                                                  | Feuille de match |
| ---------------- | --- | --------------------------- | --- | ---------------- |
|                  | Craven (Courtnall, Glynn) — 21 min 34 s LaFayette (Craven, Courtnall) — 29 min 37 s Adams (Linden, Boure) — 37 min 57 s (SN) Adams (Babych, Linden) — 80 min 14 s | 0-1 0-2 0-3 1-3 2-3 3-3 4-3 | Eastwood (Gartner) — 7 min 54 s Gilmour (Borchtchevski, Ellett) — 11 min 37 s (SN) Clark (Eastwood) — 12 min 19 s |                  |
| McLean           | Gardiens | Potvin                      | |                  |
|                  | |                             | |                  |
| 21               | Tirs | 29                          | |                  |

### Finale de la Coupe Stanley
Les Rangers remportent la coupe Stanley pour la première fois depuis 54 ans et Brian Leetch gagne le trophée Conn-Smythe.
| 31 mai | Rangers de New York | 2-3 (pr) (1-0, 0-0, 1-2, 0-1) | Canucks de Vancouver | Madison Square Garden 18 200 spectateurs |

| Feuille de match | Feuille de match                                                               | Feuille de match    | Feuille de match                                                                                              | Feuille de match |
| ---------------- | ------------------------------------------------------------------------------ | ------------------- | --- | ---------------- |
|                  | Larmer (Kovaliov, Leetch) — 3 min 32 s Kovaliov (Leetch, Zoubov) — 48 min 29 s | 1-0 1-1 2-1 2-2 2-3 | Hedican (Adams, Lumme) — 45 min 45 s Gélinas (Ronning, Momesso) — 59 min Adams (Boure, Ronning) — 79 min 26 s |                  |
| Richter          | Gardiens                                                                       | McLean              | |                  |
|                  |                                                                                |                     | |                  |
| 54               | Tirs                                                                           | 31                  | |                  |

| 2 juin | Rangers de New York | 3-1 (1-1, 1-0, 1-0) | Canucks de Vancouver | Madison Square Garden 18 200 spectateurs |

| Feuille de match | Feuille de match                                                                     | Feuille de match | Feuille de match                        | Feuille de match |
| ---------------- | ------------------------------------------------------------------------------------ | ---------------- | --------------------------------------- | ---------------- |
|                  | Lidster — 6 min 22 s Anderson (Messier) — 31 min 42 s (IN) Leetch — 59 min 55 s (CV) | 1-0 1-1 2-1 3-1  | Momesso (Ronning, Hedican) — 14 min 4 s |                  |
| Richter          | Gardiens                                                                             | McLean           |                                         |                  |
|                  |                                                                                      |                  |                                         |                  |
| 40               | Tirs                                                                                 | 29               |                                         |                  |

| 4 juin | Canucks de Vancouver | 1-5 (1-2, 0-1, 0-2) | Rangers de New York | Pacific Coliseum 16 150 spectateurs |

| Feuille de match | Feuille de match                  | Feuille de match        | Feuille de match | Feuille de match |
| ---------------- | --------------------------------- | ----------------------- | --- | ---------------- |
|                  | Boure (Linden, Adams) — 1 min 3 s | 1-0 1-1 1-2 1-3 1-4 1-5 | Leetch — 13 min 29 s Anderson (Nemtchinov, Beukeboom) — 19 min 19 s Leetch (Tikkanen, Beukeboom) — 38 min 32 s Larmer — 40 min 25 s Kovaliov (Graves, Messier) — 53 min 3 s (SN) |                  |
| McLean           | Gardiens                          | Richter                 | |                  |
|                  |                                   |                         | |                  |
| 25               | Tirs                              | 25                      | |                  |

| 7 juin | Canucks de Vancouver | 2-4 (2-0, 0-2, 0-2) | Rangers de New York | Pacific Coliseum 16 150 spectateurs |

| Feuille de match | Feuille de match                                                               | Feuille de match        | Feuille de match | Feuille de match |
| ---------------- | ------------------------------------------------------------------------------ | ----------------------- | --- | ---------------- |
|                  | Linden (Lumme, Brown) — 13 min 25 s (SN) Ronning (Boure, Craven) — 16 min 19 s | 1-0 2-0 2-1 2-2 2-3 2-4 | Leetch (MacTavish, Gilbert) — 24 min 3 s Zoubov (Messier, Leetch) — 39 min 44 s (SN) Kovaliov (Leetch, Zoubov) — 55 min 5 s (SN) Larmer (Zoubov, Leetch) — 57 min 56 s |                  |
| McLean           | Gardiens                                                                       | Richter                 | |                  |
|                  |                                                                                |                         | |                  |
| 30               | Tirs                                                                           | 27                      | |                  |

| 9 juin | Rangers de New York | 3-6 (0-0, 0-1, 3-5) | Canucks de Vancouver | Madison Square Garden 18 200 spectateurs |

| Feuille de match | Feuille de match | Feuille de match                    | Feuille de match | Feuille de match |
| ---------------- | --- | ----------------------------------- | --- | ---------------- |
|                  | Lidster (Kovaliov) — 43 min 27 s Larmer (Matteau, Nemtchinov) — 46 min 20 s Messier (Anderson, Graves) — 49 min 2 s | 0-1 0-2 0-3 1-3 2-3 3-3 3-4 3-5 3-6 | Brown (Ronning) — 28 min 10 s Courtnall (LaFayette, Hedican) — 40 min 26 s Boure (Craven) — 42 min 48 s Babych (Boure) — 49 min 31 s Courtnall (LaFayette, Lumme) — 52 min 20 s Boure (Ronning, Hedican) — 53 min 4 s |                  |
| Richter          | Gardiens | McLean                              | |                  |
|                  | |                                     | |                  |
| 38               | Tirs | 37                                  | |                  |

| 11 juin | Canucks de Vancouver | 4-1 (1-0, 1-1, 2-0) | Rangers de New York | Pacific Coliseum 16 150 spectateurs |

| Feuille de match | Feuille de match | Feuille de match    | Feuille de match                              | Feuille de match |
| ---------------- | --- | ------------------- | --------------------------------------------- | ---------------- |
|                  | Brown (Linden) — 9 min 42 s (SN) Courtnall (Lumme, Bure) — 32 min 29 s Brown — 48 min 35 s Courtnall (LaFayette, Diduck) — 58 min 28 s | 1-0 2-0 2-1 3-1 4-1 | Kovaliov (Messier, Leetch) — 34 min 42 s (SN) |                  |
| McLean           | Gardiens | Richter             |                                               |                  |
|                  | |                     |                                               |                  |
| 31               | Tirs | 29                  |                                               |                  |

| 14 juin | Rangers de New York | 3-2 (2-0, 1-1, 0-1) | Canucks de Vancouver | Madison Square Garden 18 200 spectateurs |

| Feuille de match | Feuille de match | Feuille de match    | Feuille de match                                                                       | Feuille de match |
| ---------------- | --- | ------------------- | -------------------------------------------------------------------------------------- | ---------------- |
|                  | Leetch (Zubov, Messier) — 11 min 2 s Graves (Kovaliov, Zubov) — 14 min 45 s (SN) Messier (Graves, Noonan) — 33 min 29 s (SN) | 1-0 2-0 2-1 3-1 3-2 | Linden (Glynn, Bure) — 25 min 21 s (IN) Linden (Courtnall, Ronning) — 44 min 50 s (SN) |                  |
| Richter          | Gardiens | McLean              |                                                                                        |                  |
|                  | |                     |                                                                                        |                  |
| 35               | Tirs | 30                  |                                                                                        |                  |

## Effectif champion
La liste ci-dessous présente l'ensemble des personnalités faisant partie de l'effectif officiel champion de la Coupe Stanley :
Glenn Anderson, Jeff Beukeboom, Greg Gilbert, Adam Graves, Mike Hartman, Glenn Healy, Mike Hudson, Aleksandr Karpovtsev, Joe Kocur, Alekseï Kovaliov, Nick Kypreos, Steve Larmer, Brian Leetch, Doug Lister, Kevin Lowe, Craig MacTavish, Stéphane Matteau, Mark Messier (capitaine), Sergueï Nemtchinov, Brian Noonan, Ed Olczyk, Mike Richter, Esa Tikkanen, Jay Wells, Sergueï Zoubov.